# Stosunki finansowe
Stosunki finansowe – relacje pieniężne cechujące się różnym charakterem i stopniem złożoności, które powstały pomiędzy podmiotami w procesie gospodarczym. Nauka finansów pozwala zbadać m.in. stosunki wierzycielsko-dłużnicze (zachodzące pomiędzy pożyczkodawcą a pożyczkobiorcą), stosunki podatkowe, stosunki ubezpieczeniowe, a także międzynarodowe stosunki finansowe.
Obserwacja stosunków finansowych zachodzących pomiędzy podmiotami pozwala ocenić sytuację ekonomiczną danego podmiotu, a w ujęciu syntetycznym pozwala zidentyfikować kategorię podmiotów takich jak gospodarstwo domowe, przedsiębiorstwo, bank, czy towarzystwo inwestycyjne, przeanalizować zmiany, które zachodzą pod wpływem konkretnych zjawisk finansowych  (zaciągnięcie kredytu, zapłacenie podatku) zachodzą w sytuacji ekonomicznej tych podmiotów. Stosunki finansowe zachodzą głównie pomiędzy dwiema stronami. Im więcej podmiotów gospodarczych tym trudniejsze jest zadanie poznawcze nauki finansów.